# Амурская щука
Аму́рская щу́ка (лат. Esox reicherti) — рыба семейства щуковых. Встречается только в бассейне Амура и на Сахалине.

## Описание
Тело сильно вытянутое, несколько сжато с боков, покрыто мелкой циклоидной чешуёй. Голова большая, полностью покрыта чешуёй до рыла. Рыло удлинённое с большим ртом. Нижняя челюсть выдаётся вперёд. Спинной и анальный плавники смещены к хвостовому плавнику. В спинном плавнике 6—7 колючих неветвистых лучей, в анальном плавнике 4—5 колючих и 12—14 мягких лучей. Хвостовой плавник выемчатый.
Отличается от обыкновенной щуки более мелкой чешуёй и тем, что голова более полно покрыта чешуей.
Окраска тела серебристая или золотисто зеленоватая, спина несколько темнее. По всему телу и голове разбросаны яркие чёрные и бурые пятна, такие же пятна имеются на анальном, хвостовом и спинном плавниках. По своей окраске амурская щука немного напоминает тайменя. У мелких молодых особей длиной до 30—35 см на боках имеются не пятна, а узкие косые поперечные полосы.
Амурская щука достигает меньших размеров, нежели обыкновенная. Максимальная длина тела 115 см, а масса 20 кг. Продолжительность жизни — до 14 лет.

## Размножение
Впервые созревают в возрасте 3—4 лет при длине тела около 40 см. Нерестятся весной или в начале лета сразу после таяния льда и затопления прибрежной растительности. Сроки нереста значительно колеблются (с марта по июль) в зависимости от места расположения водоёма. Икра вымётывается на мелководье. Икра клейкая, откладывается на дно среди травы. Плодовитость от 29 тысяч до 151 тысячи икринок. Продолжительность инкубации зависит от температуры воды и составляет обычно 10—14 суток.
После достижения длины 5 см щука переходит на питание другими видами рыб. Щука — одна из основных промысловых рыб бассейна Амура.

## Галерея
- Амурская щука-желанный трофей зимней рыбалкиАмурская щука в аквариуме.
- Зимняя рыбалка на реке Тунгуска, ловится амурская щука и карась.
- Амурская щука в естественной среде обитания, вид с моста.
- Блёсны, на которые зимой ловят амурскую щуку.
- Рыбак с амурской щукой весом 15 кг.